# ألفريد مور
ألفريد مور (بالإنجليزية: Alfred Moore)‏ (و. 1755 – 1810 م)هو محامي، وقاضي، وسياسي من الولايات المتحدة الأمريكية . ولد في مقاطعة نيوهانوفر (كارولاينا الشمالية) .
وهو عضو في الحزب الفيدرالي الأمريكي .
توفي في مقاطعة بلادين (كارولاينا الشمالية) .